# (61190) Johnschutt
(61190) Johnschutt est un astéroïde de la ceinture principale.

## Description
(61190) Johnschutt est un astéroïde de la ceinture principale. Il fut découvert le 1er juillet 2000 à Anza (Californie) par Michael Collins et Minor White. Il présente une orbite caractérisée par un demi-grand axe de 2,21 UA, une excentricité de 0,07 et une inclinaison de 5,1° par rapport à l'écliptique.

## Compléments